# Schloss Golßen

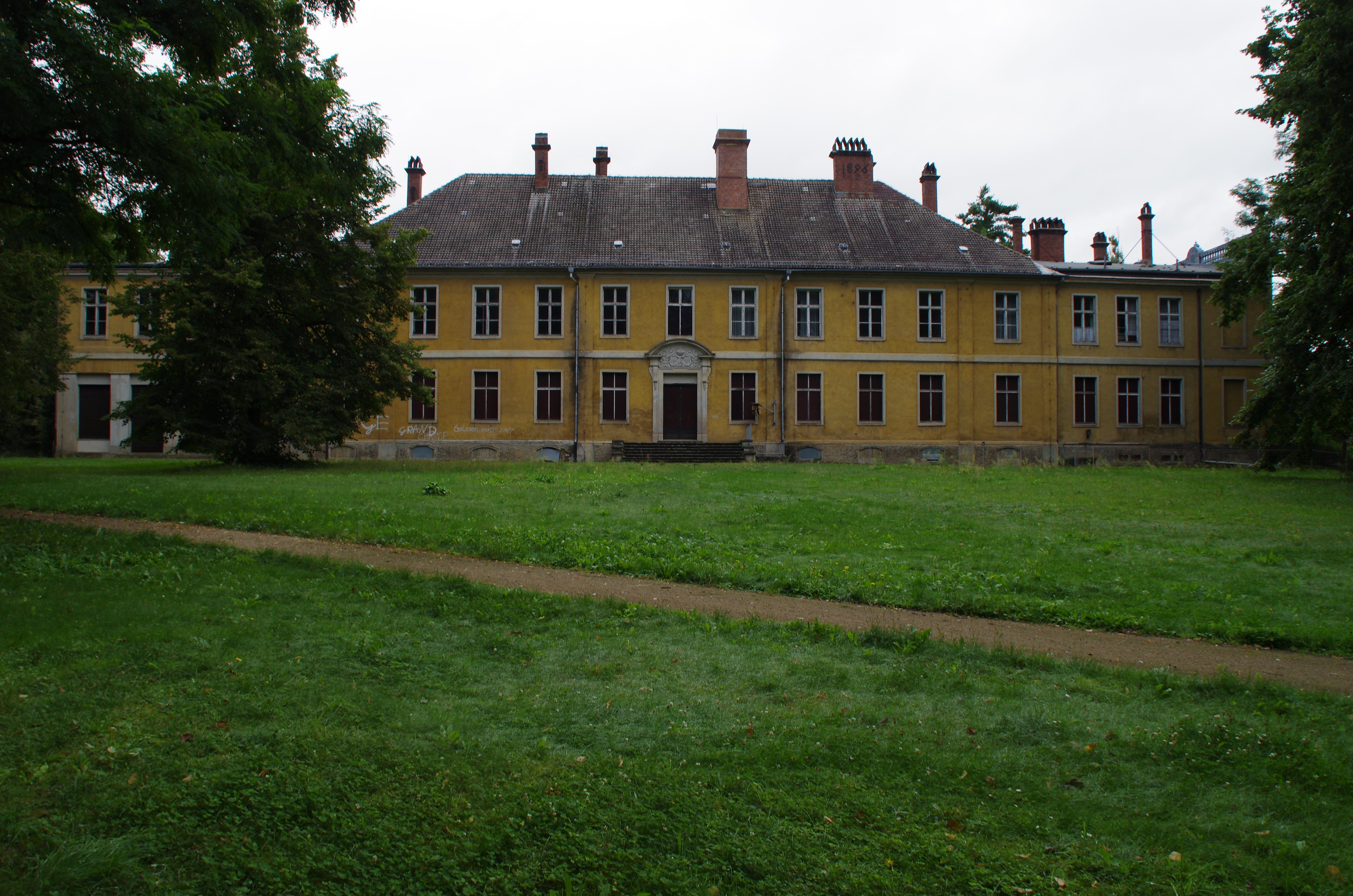
Schloss Golßen

Das Schloss Golßen ist ein klassizistisches Herrenhaus in Golßen, einer Kleinstadt im Südwesten des Landkreises Dahme-Spreewald in Brandenburg. Das Herrenhaus war Sitz der niederlausitzischen Herrschaft Golßen (Besitzgeschichte siehe dort).
Das Schloss, der dazugehörige Landschaftspark, der Eiskeller und das Fontana-Denkmal im Schlosspark sind in der Denkmalliste des Landes Brandenburg als Baudenkmal ausgewiesen.

## Architektur und Baugeschichte

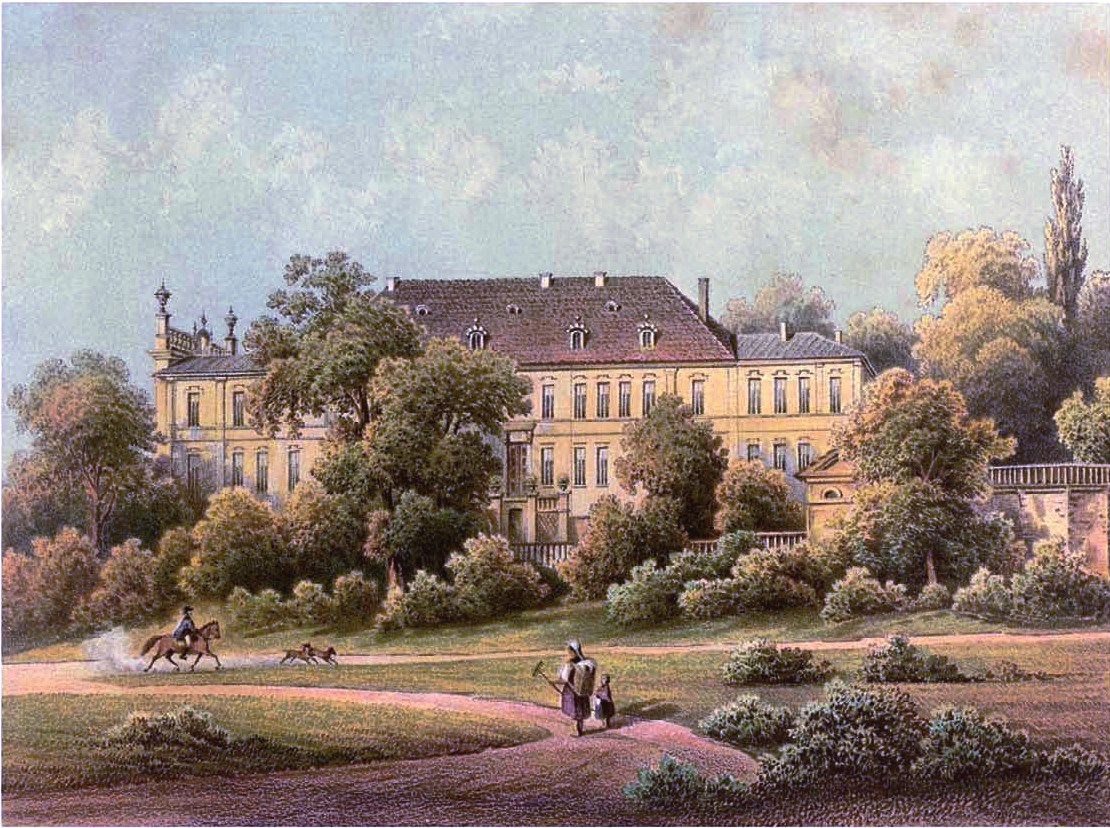
Schloss Golßen im 19. Jahrhundert, Gemälde aus der Sammlung Alexander Dunckers

Das Schloss Golßen wurde um 1720 für den preußischen Kriegs- und Domänerat Johann Justus Vieth errichtet. Bei dem Bau handelt es sich um einen langgestreckten rechteckigen Putzbau, dieser bestand jedoch ursprünglich nur aus dem elf- beziehungsweise dreizehnachsigen Mittelteil mit Walmdach. Die symmetrischen vierachsigen Seitenflügel mit Flachdach wurden erst um das Jahr 1845 angefügt. Zu dieser Zeitphase erwarben die Grafen zu Solms-Baruth die Besitzung und erhielten später den Fürstentitel (primog.).
Die auf die Stadt ausgerichtete Schmalseite des Herrenhauses verfügt über eine Balustrade mit Vasenaufsätzen. Das gesamte äußere des Herrenhauses ist einheitlich im klassizistischen Stil gehalten. Das Herrenhaus hat ein breites Gesimsband zwischen den beiden Geschossen, gleichmäßig angeordnete rechteckige Fenster sowie Risalite mit Lisenen an den drei Mittelachsen sowie an den Ecken. Auf beiden Seiten befinden sich jeweils ein Mittelportal mit Marmorgewände, wobei das Portal zur Auffahrt hin streng klassizistisch und das auf der Parkseite im Stil des Spätbarock gehalten ist und über einen Segmentbogen mit Allianzwappen des Friedrich I. zu Solms-Baruth und seiner Ehefrau Rosa Teleki de Szek verfügt. Mitte der 1980er Jahre wurde das Herrenhaus saniert.
Im Inneren verfügt das Herrenhaus über einen durchlaufenden Mittelflur. Die Ausstattung des Gebäudes war ursprünglich im spätbarocken Stil, von dieser ist heute allerdings nur noch der einfache Vorraum mit schlichter spätbarocker Stuckdecke und dem Marmorkamin erhalten.
Letzter Eigentümer vor 1945 war Friedrich III. Fürst zu Solms-Baruth (1886–1951). Er ließ seinen gesamten Besitz in Brandenburg durch seinen jüngsten Bruder Hans Graf zu Solms-Baruth (1893–1971) vom benachbarten Schloss Kasel aus verwalten. Die Solms wurden bereits im Sommer 1944 formell ihres Eigentums verwiesen. 1948 wurde im einstigen Herrensitz das erste Landambulatorium gegründet, noch vor Gründung der DDR. Anschließend diente das Gebäude als Kindertagesstätte und Bibliothek.

### Zukunft
Seit Jahren engagiert sich die Bürgerschaft und eine gegründete Interessensgemeinschaft von Golßen um eine Zukunft für das umfangreiche Denkmalsobjekt. 2023 fanden hier der Tag des Offenen Denkmals und einige Veranstaltungen statt.

## Schlosspark

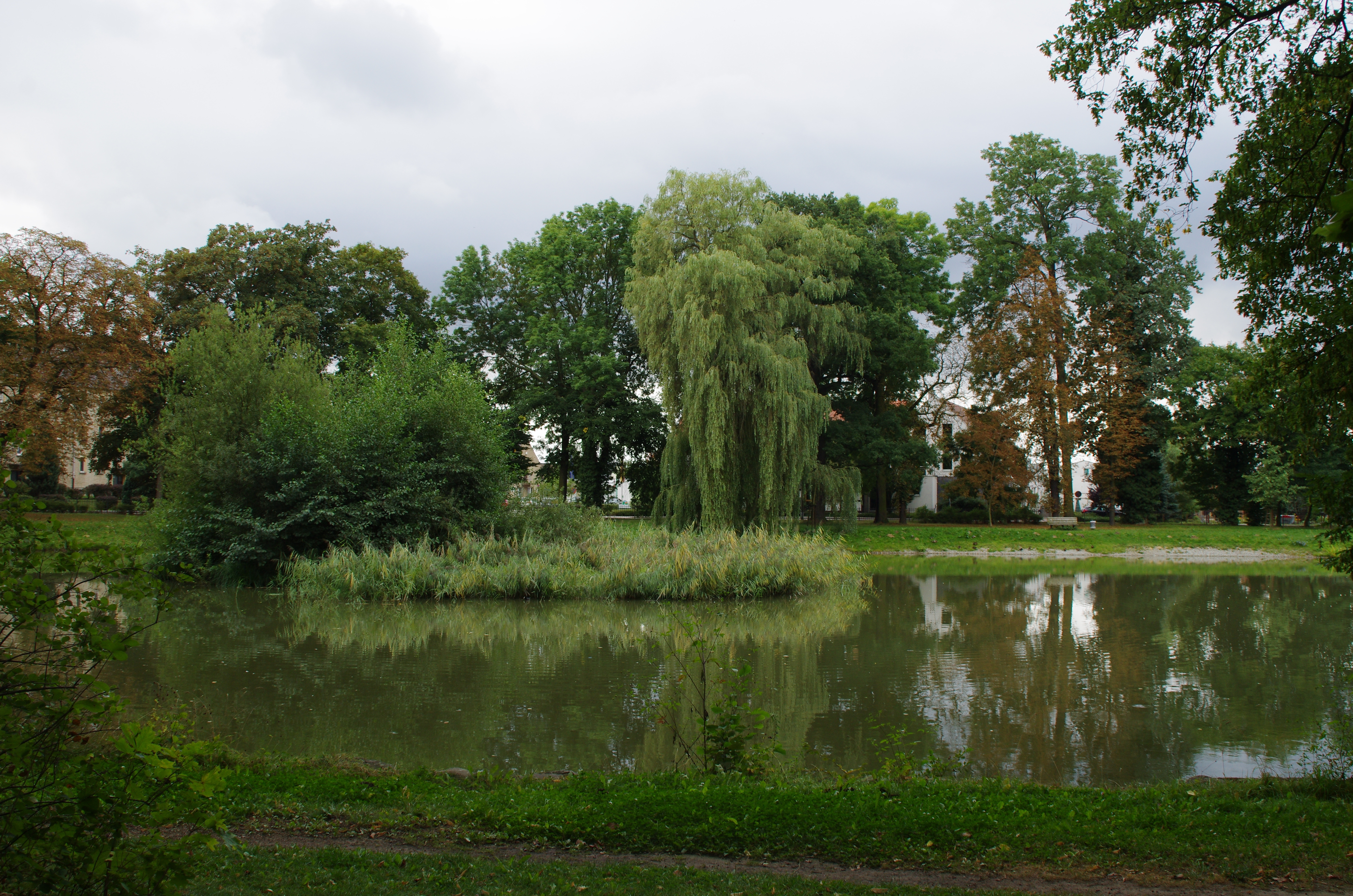
Landschaftspark Golßen

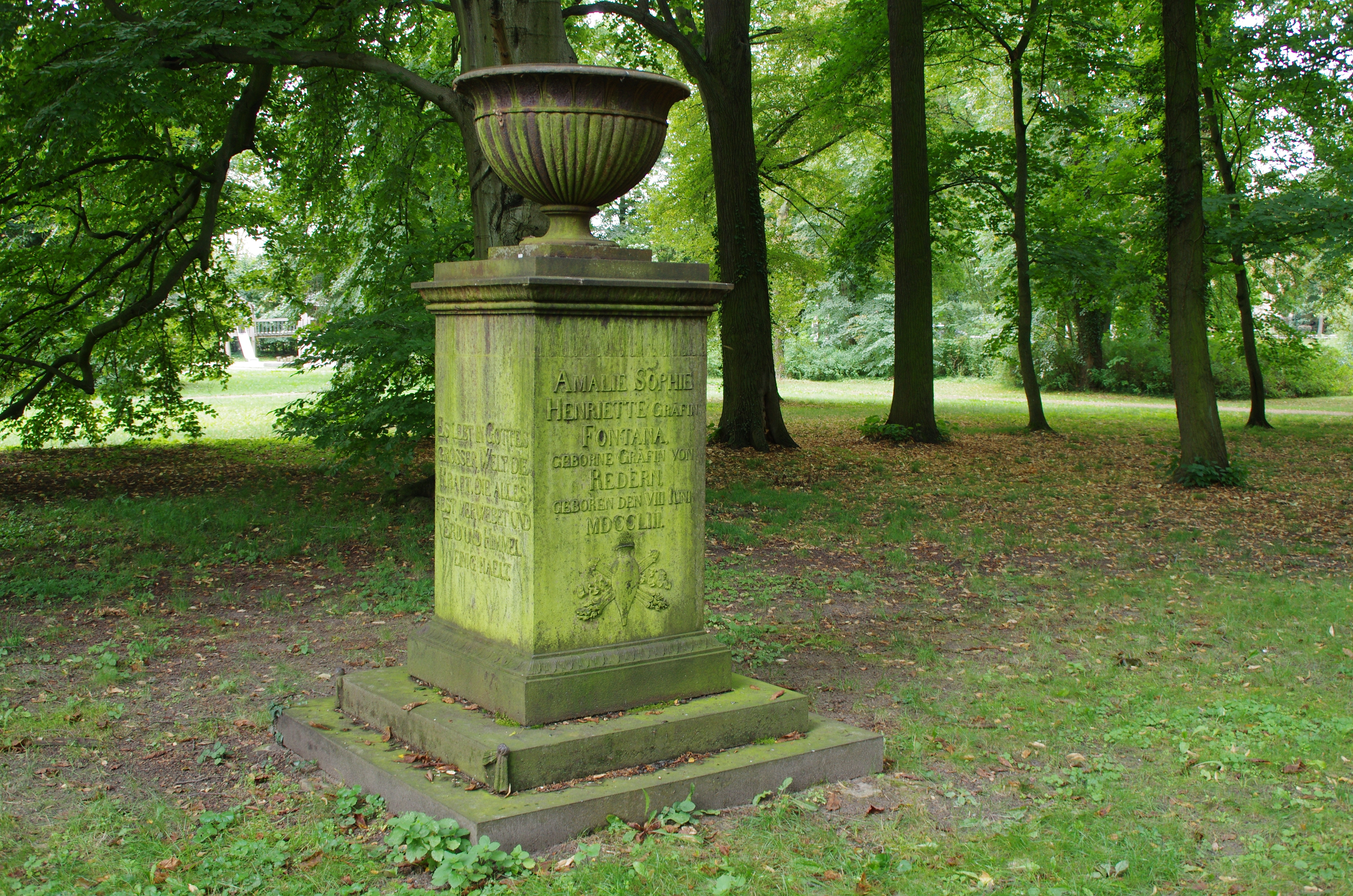
Fontana-Denkmal im Schlosspark in Golßen

Zum Schloss Golßen gehört ein weitläufiger Landschaftspark. In diesem Park befindet sich das sogenannte Fontana-Denkmal. Das gusseiserne Grabmal ist der Amalie Sophie Henriette Gräfin Fontana; geborene von Redern (1753–1810) gewidmet. An der Mauer nahe der Hoffront befindet sich ein kleiner klassizistischer Rechteckbau, dabei handelt es sich vermutlich um einen Eiskeller. Errichtet wurde dieser vermutlich zwischen 1850 und 1860. Von 2007 bis 2009 fand im Auftrag der Stadt Golßen eine Projektstudie zum Park und bis 2010 eine Sanierung statt.

## Sonstige Nebengebäude
Der Wirtschaftshof des Schlosses Golßen wurde zwischen 1850 und 1860 errichtet. Er befindet sich östlich von Schloss und Schlosspark an der Straße ins Stadtzentrum. Dabei handelt es sich um einen zweigeschossigen Putzbau aus Feldstein und Satteldach. Innerhalb des Wirtschaftshofes befinden sich im östlichen Teil das ehemalige Inspektoren- und Kutscherhaus und ein früher als Pferdestall genutztes Gebäude, im südlichen Teil befindet sich die Remise in Fachwerk und Ziegelausfachung aus dem Jahr 1890.

## Gut Golßen
In früherer Zeit war Golßen eine Herrschaft. Parallel entwickelte sich ein eigenes Gut als wirtschaftliche Basis, spätestens seit den Burggrafen von Wettin zu 1276. 1318 ist ein Ritter Konrad von Oppen Zeuge der Vormünder der Kinder des Burggrafen Hermann von Wettin-Golßen, von einem Gut ist hier in diesem Kontext keine Rede. Die Burggrafen auf Golßen führten das Wappen der Wettiner, mit der zusätzlichen Umschrift Golßen. Zur Herrschaft gehörten das Schloss und die Stadt. Im 14. Jahrhundert beginnt der Moment des ständigen Wechsels der Besitzer. Erst mit den Überlieferungen der Familie von Stutterheim finden sich fundiertere Erkenntnisse. Erster Stutterheim auf Golßen war Hans (1429–1454) mit seinen Brüdern. Ihm folgte Otto von Stutterheim. In jener Phase wird von einem Burgwardium geschrieben. Nachfolgend bildete sich innerhalb dieses Adelsgeschlechts eine eigene Familienlinie Golßen heraus. Die Besitzer wurden jeweils vom zuständigen Landesherrn mit einem Gesamtlehnbrief ausgestattet.
Zur weiteren Bestimmung der Besitzesgröße des damaligen Gutes Golßen bedarf es einer weiteren folgenden Betrachtung. Die Stutterheim hatten dann alle verschiedene Anteil an der Herrschaft Golßen, was sich für die Bewirtschaftung und den Besitz allgemein als wenig vorteilhaft zeigte. Dazu gehörten weitere Rittergüter in der näheren Umgegend sowie vereinzelt in der ganzen Niederlausitz Alexander von Stutterheim (um 1500, 1578) der zuvor in Wittenberg studierte, soll einen Rittersitz in Golßen erbaut haben, während seine Söhne in Drahnsdorf, Krossen oder Zützen bauliche Spuren hinterließen oder weiter expandierten (Oderin, Pitschen, Rietzneuendorf, Wendisch-Gersdorf) und eigene Familienlinien gründeten. Letzter Stutterheim wird Bartusch von Stutterheim gewesen sein, bis etwa 1600 auf Anteil Städtlein Golßen und halb Altgolßen. Nachfolgend bleibt die Familie in der Lausitz: Briesen, Goßmar, Laasow, Schöllnitz etc., stetig und mit Substanz lief dies nicht ab. Zwar finden wir die Stutterheim eingeheiratet auf vielen Rittergütern, aber einen eigenen langfristigen dauerhaften Besitz bildet sich nicht mehr heraus.
Wie die Erbauer der heutigen Schlossanlage das Rittergut nutzten bleibt offen, 1745 erhalten die Vieth jedenfalls per Kursächsischen Reichsvicariat das Prädikat von Golssenau und ein Wappen. 1846 erwarben die Solms-Baruth die Herrschaft Golßen. Mitte des 19. Jahrhunderts bestand Golßen aus den Rittergütern I bis V. Seit 1879 wurden dann standardisierte Adressbücher der Rittergüter in Preußen und somit auch in Brandenburg veröffentlicht. Golßen hatte eine Größe von 1304,64 ha, bei einem Grundsteuer-Reinertrag von 11602,44 Mark. Verwaltet wurde das Gut Golßen schon damals von Schloss Baruth aus. Dessen Eigentümer war im Folgejahr des Buches Friedrich zu Solms-Baruth. Er ist der Solms, der wenig später im Dreikaiserjahr den Fürstentitel nach dem Recht der Erstgeburt erhielt.
Für 1896 liegen wieder konkrete Daten vor und es erscheint der Titel Standesherrschaft Golßen. Hierzu gehörten die Rittergüter Sorge, Casel, Golzig, Creblitz und zwei Güter in Altgolßen. Zusammengefasst sind das 3560 ha, wobei Teile an Louis Nehlep verpachtet waren. Belastbare Vergleichszahlen liegen durch die verschiedenen Ausgaben der Handbücher des Grundbesitzes und der Landwirtschaftlichen Adressbücher der Jahrgänge 1907, 1921, 1923 und 1929 als letztmalige Publikation vor. 1914 stehen folgende Daten, Golßen Schloss und Gut mit Prierow und Landwehr 1450 ha, Rittergut Sorge 344 ha, 422 ha für Casel, Golzig 505 ha sowie Creblitz 525 ha.
Bis Sommer 1944 führte dann Hans Graf zu Solms-Baruth (1893–1971) von Schloss Kasel aus die Gutsgeschäfte für seinen älteren Bruder Friedrich III. Fürst zu Solms-Baruth, der nach dem 20. Juli seine brandenburgischen Besitzungen, also auch Golßen, nicht mehr betreten durfte.

## Wohnsitz
Der heutige Schlossbau hat zu verschiedenen Phasen als Wohnsitz gedient, sicher zu Beginn den Bauherren der (von) Vieth. Erst weit nach Übernahme von Golßen durch die Besitzer der Standesherrschaft Baruth (Mark) wohnte auch ein zu Solms-Baruth längere Zeit auf dem neuen Besitz, mit seiner Familie. In vielen schriftlichen Quellen stellt er zunächst Golßen als ersten Besitz voran, was eher ungewöhnlich erscheint, vielleicht wurde zeitgleich in Baruth gebaut. Es handelt sich um den oben erwähnten Friedrich I. Fürst zu Solms-Baruth. Der Fürst, erbliches Mitglied des Preußischen Herrenhauses, lebte zugleich im Palais Solms in Berlin in der Behrenstraße 68 nahe Unter den Linden. In den nachfolgenden Jahrzehnten dient das Herrenhaus als Witwensitz oder übergangsweise für die zweitgeborenen Solms als Domizil. Ebenso fanden im Schloss Hochzeiten anderer Familien aus dem höheren Adel statt. In den 1930er Jahren wird das Haus von Clementine Gräfin zu Castell-Rüdenhausen bewohnt. Dergleichen sind im Adressbuch des Kreises Luckau der Inspektor des Gutes Stefan Baranski, Verwaltungssekretär Herbert Reif und weitere Bedienstete gemeldet. Prominentester Dauergast ist sicher der in Berlin als Theaterintendant arbeitende Bernhard zu Solms-Laubach gewesen. Gräfin Castell blieb bis mindestens 1955 in Golßen. Bis 1958 lebte auch weiterhin die Witwe Louise Gräfin Solms-Laubach, eine geborene zu Castell-Rüdenhausen, in Golßen.